# Kapuzinerspitze
Die Kapuzinerspitze ist ein 421 m ü. NHN hoher Berg im Spessart im bayerischen Landkreis Aschaffenburg und im hessischen Main-Kinzig-Kreis in Deutschland.

## Geographie
Die Kapuzinerspitze liegt zwischen dem Kahlgrund und dem Tal der Bieber. Etwas nördlich des Gipfels verläuft die Landesgrenze zwischen Bayern und Hessen. Südlich des Berges liegt die Glashütte. Die Kapuzinerspitze wird im Südwesten durch den Lindenbach und im Südosten durch den Hundsgrund begrenzt. Im Süden fallen die Hänge steil zur Kahl ab. Dieser Bergsporn wird Süßenberg genannt. An den nördlichen Berghängen entspringt der Große Roßbach. Die Kapuzinerspitze geht nordöstlich flach zum Berg Spitze (429 m) und nordwestlich zum Lindenberg (465 m) über.
Über die Kapuzinerspitze führt der historische Handelsweg Birkenhainer Straße.